# Olle Carlström
Johan Olof (Olle) Carlström, född 23 oktober 1920 i Väddö församling, Stockholms län, död 22 januari 2007 i Högalids församling, Stockholm, var en svensk målare, tecknare och skulptör.
Carlström studerade vid Tekniska skolan och Académie Libre i Stockholm samt vid Académie de la Grande Chaumière och för André Lhote i Paris och under 5 års tid på olika studieresor i Europa och Nordafrika. Bland hans offentliga arbeten märks en monumentalmålning på Ljusne centralbibliotek. Carlström är representerad vid Moderna museet i Stockholm, Örebro läns museum, Sundsvalls museum, Umeå museum, Eskilstuna konstmuseum och i Gustav VI Adolfs samling. Han är begravd på Norra begravningsplatsen utanför Stockholm.